# Tshering Tobgay
Lyonchen Tshering Tobgay (ur. 19 września 1965 w dystrykcie Haa) – bhutański polityk, premier Bhutanu w latach 2013–2018 i ponownie od 2024. 
Przewodniczący socjaldemokratycznej Ludowo-Demokratycznej Partii Bhutanu (dzongkha མི་སེར་དམངས་གཙོའི་ཚོགས་པ་) założonej w 2007 roku. 

## Życiorys
W 1990 Tobgay uzyskał tytuł inżynieria mechanika w Swanson School of Engineering na Uniwersytecie w Pittsburghu. W 2004 uzyskał tytuł magistra administracji publicznej w John F. Kennedy School of Government na Uniwersytecie Harvarda.
W 1991 został zatrudniony w dziale kształcenia technicznego i zawodowego bhutańskiego ministerstwa edukacji. Następnie w latach1999–2003 kierował Krajowym Urzędem Szkolenia Technicznego. Tobgay od 2003 do 2007 pełnił funkcję dyrektora departamentu zasobów ludzkich w ministerstwie pracy.
W 2008 roku zdobył mandat deputowanego do parlamentu i został liderem opozycji. Po zwycięstwie w wyborach w 2013 został mianowany przez króla Jigme Khesar Namgyel Wangchucka szefem rządu. 28 stycznia 2024 rozpoczął drugą kadencję na stanowisku premiera po wygraniu wyborów w 2024.